# Aeshna persephone
Aeshna persephone (tên tiếng Anh là Persephone's Darner) là một loài chuồn chuồn ngô thuộc họ Aeshnidae. Nó được tìm thấy ở México và Hoa Kỳ. Môi trường sống tự nhiên của chúng là sông ngòi và sông có nước theo mùa.